# Podranea
Genre
Espèces de rang inférieur
- Podranea brycei (N.E.Br.) Sprague, 1906
- Podranea ricasoliana (Tanfani) Sprague, 1904

Podranea est un genre de plantes à fleurs de la famille des Bignoniacées. Il comprend une ou deux espèces de lianes africaines.

## Taxonomie
Le genre a été décrit par Thomas Archibald Sprague et publié dans Flora Capensis 4(2): 449–450. 1904.3 L'espèce type est Podranea ricasoliana Sprague.

### Étymologie
Le nom Podranea est une anagramme de Pandorea[réf. nécessaire], un autre genre étroitement apparenté.

## Espèces
Podranea brycei est parfois considéré comme un synonyme de Podranea ricasoliana,, l'une des deux espèces du genre. The Plant List, Plants of the World Online (Powo) et Tela-botanica acceptent deux espèces :
| Image | Nom                                                                                             | Distribution |
| ----- | ----------------------------------------------------------------------------------------------- | ------------ |
|       | Podranea brycei (N.E.Br.) Sprague (« Liane du Zimbabwe », ou « Reine de Saba » (Queen of Sheba) | Afrique      |
|       | Podranea ricasoliana (Tanfani) Sprague (Bignone rose),                                          | Afrique      |